# Zhu Xihou
Zhu Xihou, en français Tchou Si-Ho (chinois simplifié : 朱锡侯 ; chinois traditionnel : 朱錫侯 ; pinyin : Zhū Xīhóu), nom d’auteur : Zhu Yan (朱颜, Zhū Yán), originaire de Shaoxing du Zhejiang, né le 1er mars 1914 (en Chine, sa date de naissance est le 6e jour du 2e mois 1914 du calendrier lunaire, car à cette époque la Chine n’utilise pas le calendrier occidental. Lors de son inscription à l’université française, Zhu Xihou a converti sa date de naissance au 1er mars 1914) dans la province du Jilin, et mort le 27 janvier 2000 à Hangzhou, est un physiologiste, psychologue et traducteur chinois.

## Biographie

### Formation
Ayant fini les deux premiers cycles à l’École primaire municipale de Jilin, Zhu Xihou entre au collège de Yuwen (毓文中学) en 1927. Il devient le Président de l’Association des étudiants (dont le responsable de la section diplomatique est Kim Il-sung 金日成, le futur Président de la Corée du Nord).
En 1931, Zhu Xihou quitte Jilin pour Pékin où il continue ses études secondaires au lycée attaché à la Faculté de philosophie Auguste-Comte (孔德学院) de l’Université franco-chinoise de Pékin. Il finit sa maitrise de philosophie à l’Université franco-chinoise de Pékin en 1937.
En août 1937, il est sélectionné comme étant le meilleur étudiant diplômé de son domaine et il est envoyé avec une dizaine des meilleurs étudiants diplômés dans différents domaines par son Université pour la France. Pour poursuivre ses études supérieures, il s’inscrit à l’Institut franco-chinois de Lyon.
Il entre d’abord à la faculté de littérature de l’Université de Lyon et travaille sous la direction du Professeur Étienne Souriau, sur l’esthétique et la psychologie des sensations. Ayant réussi ses études à la Faculté de Littérature, il s’oriente vers la neurophysiologie à la Faculté des Sciences et Technologies auprès du Professeur Henry Cardot, et finit sa thèse sous la direction d’Emile-Florent Terroine après le décès d’Henry Cardot.
Fin 1942, il obtient le titre de Docteur ès Sciences,,. En 1943, Zhu Xihou monte à Paris et commence son travail de 2e thèse en psychologie sous la direction du Professeur Henri Piéron à l’Institut de psychologie de l’Université de Paris. Il obtient finalement le titre de Docteur en Psychologie, mais rentre en Chine avant sa soutenance.

### Retour en Chine
Après la Deuxième Guerre mondiale, Zhu Xihou refuse l’invitation d’Albert Burloud, professeur en psychologie, d’enseigner à l’Université de Rennes. Il quitte Paris le 16 août et retourne en Chine le 28 août 1945.
Dès son retour, Zhu Xihou est invité par Xiong Qinglai 熊庆来, le président de l’Université du Yunnan, à enseigner en tant que professeur titulaire en physiologie, psychologie et esthétique. En 1951, Zhu Xihou va à Pékin pour participer à la fondation de la Société Nationale chinoise des sciences physiologiques et à la Société Nationale chinoise de psychologie. Depuis l’établissement de la Faculté de médecine de Kunming en 1956, il est engagé comme responsable du bureau des études physiologiques ainsi que professeur de physiologie.
Cependant, en 1955, Zhu Xihou est suspecté par le régime d’avoir participé au groupe contre-révolutionnaire de Hu Feng 胡风, tous simplement à cause d’un emprunt privé de 100 yuan avec un ami de jeunesse en 1951 quand il était à Pékin, et cet emprunt avait été remboursé aussitôt qu’il était retourné chez lui. Mais le régime l’a suspecté de recevoir un financement de ce groupe contre-révolutionnaire. Séquestré dans son Université, il souffre tellement de l’humiliation et de l’injustice, de la torture et des mauvais traitements pendant les interrogatoires, qu’il essaie, deux fois, de se suicider, en se jetant par la fenêtre à l’Université et plus tard à l’hôpital. Grièvement blessé, il continue de faire l’objet d’interrogation à l’hôpital. Un an après, il sort de l’hôpital, handicapé et aucune preuve de sa participation au groupe n’a été prouvée (le groupe contre-révolutionnaire de Hu Feng a été blanchi par le gouvernement chinois en 2008, 25 ans plus tard).
En 1958, Zhu Xihou est répertorié sous l'étiquette politique de « droitiste ». Malgré son état physique inquiétant, il doit continuer son enseignement et en même temps il travaille comme éleveur de cobayes, nettoyeur de toilettes publiques qui devinrent son bureau de travail. Il souffre des remontrances qui l’humilient sans cesse. Pendant la Révolution culturelle, il continue de souffrir comme « Autorité scientifique de capitalisme contre-révolutionnaire ».
Après la « libération » de 1949 en Chine, la psychologie était considérée comme une pseudoscience et avait quasiment disparu en Chine. Seulement après la Révolution culturelle, cette section scientifique est recréée dans toutes les universités mais il y n'a alors presque plus de gens qualifiés comme Zhu Xihou. Ayant obtenu la réhabilitation politique, en 1980, Zhu Xihou est invité par le président de l’Université de Hangzhou, Chen Li 陈 立. Zhu Xihou reprend son poste de professeur titulaire de psychologie dans cette nouvelle université où il crée le département de psychologie et y enseigne la psychologie physiologique jusqu’à sa retraite en 1987.

## Recherches
Zhu Xihou est l’un des fondateurs de l’étude des cellules nerveuses chez l’aplysie. Il découvre des décharges régulières des cellules nerveuses chez l’aplysie. Sa thèse de doctorat est intitulée Contribution à l’étude de la physiologie des cellules nerveuses chez l’aplysie. Puis son travail collaboratif avec Angélique Arvanitaki, Les lois de la croissance relative individuelle des cellules nerveuses chez l’aplysie, est important dans le domaine des recherches sur la physiologie des cellules nerveuses chez l’aplysie. Il est dit que leurs travaux ont inspiré le lauréat du prix Nobel de physiologie et de médecine, Eric Kandel, dans ses recherches sur l'aplysie.
Après le retour en Chine de Zhu Xihou, il enseigne à la Faculté de Médecine, il continue ses recherches sur L’analgésie et les réactions cutanées, L’observation des changements adaptés internes de l’urètre après l’anastomose des intestins avec l’urètre du chien, et L’influence sur l’appareil digestif et la fonction hématopoïétique lorsqu’une stimulation effectuée au point d'acuponcture de Zusanli.
En outre, Zhu Xihou, avec l’assistance de son épouse Fan Xiaofan, a également traduit plusieurs œuvres occidentales en chinois, mais elles ont été confisquées pendant la Révolution culturelle et ont disparu à jamais.
Durant ses dernières années, Zhu Xihou, avec l’aide de sa femme, traduit l'ouvrage Les Lettres de mon moulin d’Alphonse Daudet, et le publie sous le titre de Recueil des essais d’Alphonse Daudet avec le soutien de la maison d’édition Baihuachubanshe. Il traduit également l’« Essai de Walter Pater sur Sandro Botticelli » (publié par la revue Meishuluncong Traductions des articles sur les beaux-arts).
En 2011, son autobiographie Zuoye xingchen xuoye feng : autobiographie à l’âge de quatre-vingts ans, est publié par la maison d’édition Renmin wenxue chubanshe, sur la base de son récit oral enregistré dans les années 1990.

## Membres de sa famille
- Frère cadet : Zhu Xiliang 朱锡良
- Sœur cadette : Zhu Xichun 朱锡春
- Épouse: Fan Xiaofan 范小梵，son frère est le professeur de français de Zhu Xihou lorsqu’il étudie à l’Institut franco-chinois de Pékin.
- Fille ainée : Zhu Xindi 朱新地
- Fille cadette : Zhu Xintian 朱新天, fondatrice, conservatrice et vice-présidente du Musée d'Art Oriental (musée Asiatica)